# Tilly (Indre)
Tilly é uma comuna francesa na região administrativa do Centro, no departamento de Indre. Estende-se por uma área de 14,77 km². Em 2010 a comuna tinha 141 habitantes (densidade: 9,5 hab./km²).